# 黄桥大道
黄桥大道为湖南省长沙市南北主干道，南起长潭交界处，向北穿过龙王港路、枫林路、金洲大道、岳麓大道，止于郭亮路；东延线经湘江综合枢纽工程坝顶公路桥，至芙蓉路接京港澳高速。郭亮路以西道路全长约32.3公里，于2009年10月25日开工建设。黄桥大道远期按城市快速路标准进行规划，近期建设的路幅宽为30米，双向6车道，设计时速60公里，按照城市一级主干道标准实施，沿线共设置三座桥，29个涵洞。近期工程规划的线形及车行道宽度指标按照快速路标准执行，并控制预留远期扩建城市快速路及立交的建设用地。

## 第一段
第一段工程为中段，北起岳麓大道，向南分别与金洲大道、枫林路相交，止于龙王港路。全长10.7公里，其中望城区境内4.3公里，途径黄金三益、廖家坪二村，涉及征地15,631平方米；岳麓区境内6.4公里。工程于2009年10月25日开工，2011年7月13日全面竣工通车。

## 第二段
第二段工程为南段，雨九线至龙王港路，途径莲花与雷锋镇，公路全长6.23公里，工程总投资约2.9亿元。工程按城市快速路标准，主车道设计时速60公里，辅道设计时速40公里。路面设计上，路面宽50米，其中主车道24米，二侧辅道各7.5米，人行道各2.5米和绿化分隔带各2米，中央分隔带2米。线型方面，主车道、辅道路拱横坡采用直线形路拱，横坡坡度2％，坡向外侧。人行道横坡为2%，坡向内侧。

## 第三段
第三段工程为北段，南起岳麓大道，北至城区郭亮北路，全长16.23公里。路段途经黄金、乌山和高塘岭3镇、11个村与社区，征地1750亩。公路全长16.23公里，预计投资12亿元左右。工程于2010年12月2日开建，由长沙大河西先导控股公司投资建设。黄桥大道东延线在高塘岭镇向东经航电路，连接湘江综合枢纽工程坝顶公路桥，继续向东南延伸，连接芙蓉北路（长湘公路）和京港澳高速。